# Rome (New York)
Pour les articles homonymes, voir Rome (homonymie).
 (août 2022).
Améliorez-le ou discutez des points à vérifier. 
Rome est une cité (city) située dans le comté d’Oneida, dans l’État de New York, aux États-Unis. Sa population s’élevait à 33 725 habitants lors du recensement de 2010, estimée à 32 415 habitants en 2016. Avec la municipalité voisine d'Utica, elle forme une aire urbaine de près de 300 000 habitants.

## Histoire
La municipalité accueille le Festival de Woodstock 1999 sur l'ancienne base aérienne de l'United States Air Force. 